# Catherine Volpilhac-Auger
 (février 2025).
Motif : manque de sources secondaires nationales
- Archive Wikiwix
- Bing
- Cairn
- DuckDuckGo
- E. Universalis
- Gallica
- Google
- G. Books
- G. News
- G. Scholar
- Persée
- Qwant
- (zh) Baidu
- (ru) Yandex
- (wd) trouver des œuvres sur Wikidata

| 1. | Préciser le motif de la pose du bandeau. | Précisez le motif de la pose du bandeau en utilisant la syntaxe suivante : {{admissibilité à vérifier\|date=août 2025\|motif=remplacez ce texte par le motif}}                                 |
| 2. | Informer les utilisateurs concernés.     | Pensez à avertir le créateur de l'article, par exemple, en insérant le code ci-dessous sur sa page de discussion : {{subst:avertissement admissibilité à vérifier\|Catherine Volpilhac-Auger}} |

Catherine Volpilhac-Auger née en 1955, est une chercheuse française et professeure des universités émérite en littérature française moderne et contemporaine à l'ENS de Lyon. Elle est spécialiste de l'œuvre de Montesquieu.

## Biographie
Après des études à l'école normale supérieure de Sèvres, elle fait sa thèse à l'université de Clermont-Ferrand, soutenue en 1992, avec comme titre : « Tacite en France de Montesquieu à Chateaubriand ». Après plusieurs postes dans le secondaire et le supérieur, elle est recrutée en 2000 à l'ENS de Lyon . Elle est présidente de la société Montesquieu. 

## Travaux
Les recherches de Catherine Volpilhac-Auger portent sur la littérature, l’écriture de l’histoire au siècle des Lumières, l’histoire du livre et l'édition critique des textes anciens. Elle travaille notamment à la réédition et l'analyse critique de l'œuvre de Montesquieu. 
Sa thèse s'intéresse à la place de l'Antiquité dans les écrits et la pensée des Lumières. 
Elle fait partie de l'équipe qui analyse les manuscrits de La Brède qui permet ensuite uné édition critique de L'Esprit des lois. Catherine Volpilhac-Auger a publié avec Aurélia Gaillard, professeure émérite de littérature française à l’université Bordeaux-Montaigne, un volume regroupant les textes politiques et les fictions autour de « L’Esprit des lois » (1721) et des « Lettres persanes » (1748). Ce dernier comprend l'analyse du legs manuscrit de Montesquieu, l'histoire de la genèse et de la vie du texte, le texte lui-même retranscrit et de nombreuses annexes.
Elle codirige depuis 1998 l'édition des Œuvres complètes de Montesquieu, qui comprend une vingtaine de volumes et dont elle est spécialiste,. Dans ce prolongement, on lui doit la direction d'un dictionnaire électronique de 200 entrées sur Montesquieu.

## Hommages et distinctions
- Membre senior de l’Institut universitaire de France (2012-2017)[12] ;
- Chevalier de l'ordre national du Mérite en 2010 ;
- Grand prix de l'Académie de Montesquieu pour l'ensemble de son œuvre[13] ;
- Prix Montesquieu pour l’ouvrage Tacite et Montesquieu (1987)[8].

## Publications
- La fabrique du XVIe siècle au temps des Lumières, Paris, Classiques Garnier, 2020
- Catherine Volpilhac-Auger, L’inceste : entre prohibition et littérature, Paris, Hermann, 2016
- Catherine Volpilhac-Auger, « Le xviiie siècle : une renaissance de la Renaissance ? », Dossier de la Revue française d’histoire du livre,‎ 2016
- Catherine Volpilhac-Auger et Luigi Delia, (Re)lire L’Esprit des lois, Paris, Presses de la Sorbonne, 2014
- Charles-Louis de Secondat Montesquieu, Catherine Volpilhac-Auger (éditeur intellectuel) et Philip Stewart (éditeur intellectuel), Histoire véritable : et autres fictions, Paris, Gallimard, coll. « Folio », 2011, 364 p. (ISBN 9782070395828, OCLC 779746969, BNF 42589414, présentation en ligne)
- Catherine Volpilhac-Auger, G. Sabbagh et F. Weil, Un auteur en quête d’éditeurs ? Histoire éditoriale de l’œuvre de Montesquieu (1748-1964), ENS Éditions, 2011
- Tacite et Montesquieu, The Voltaire Foundation, 1985, 202 p.

### Éditions critiques
- Montesquieu, Lettres persanes, Bibliothèque & éditions, 2019,  édition revue, corrigée et augmentée par Philip Stewart et Catherine Volpilhac-Auger

- Diderot, Articles de l’Encyclopédie, Gallimard, Folio-Classiques, 2015, édition critique par Cathérine Volpilhac-Auger et Myrtille Méricam-Bourdet,
- Montesquieu, Correspondance II (1731-1747), ENS de Lyon et Classiques Garnier, 2014, édition critique dirigée par Catherine Volpilhac-Auger et Philip Stewart